# Станулов, Милорад
Милорад (Миле) Станулов (серб. Милорад Станулов / Milorad Stanulov; род. 10 февраля 1953, Зренянин, СФРЮ) — сербский гребец (академическая гребля). Серебряный призёр Олимпийских игр 1980 года, бронзовый призёр Олимпийских игр 1984 года, бронзовый призёр чемпионата мира 1978 года. Обе свои олимпийские медали завоевал в паре с Зораном Панчичем (Станулов и Панчич — единственные сербы, завоевавшие олимпийскую медаль в академической гребле).
Чемпион Средиземноморских игр в одиночках (1979). Пятикратный чемпион Балкан (1979, 1982 — в одиночках). Двенадцатикратный чемпион Югославии (1978, 1980, 1982, 1983, 1984, 1985 — в одиночках, 1979, 1983, 1985 — в парных двойках, 1986, 1987, 1988 — в парных четвёрках).
Обучаясь в гимназии, занимался баскетболом, гандболом, карате, бегом на средние дистанции. В академическую греблю пришёл в 1970 году, в возрасте 17 лет, по приглашению одноклассника Раше Мемаровича, в клуб «Бегей 1883» (серб. Veslačko-kajakaški klub "Begej 1883"). Первым тренером стал Драгутин Рацкович Брка.
5 ноября 2021 года вышел документальный фильм Стоянки Лекич «Олимпиец с реки Бегей» (серб. Olimpijac sa Begej), посвящённый Станулову.